# Parankylopteryx polysticta
Parankylopteryx polysticta är en insektsart som först beskrevs av Navás 1910.  Parankylopteryx polysticta ingår i släktet Parankylopteryx och familjen guldögonsländor. Inga underarter finns listade i Catalogue of Life.